# Space Bandits
| 전문가 평가                       | 전문가 평가 |
| 평가 점수                         | 평가 점수   |
| 출처                              | 점수        |
| --------------------------------- | ----------- |
| AllMusic                          | [ 1 ]       |
| Classic Rock                      | [ 2 ]       |
| The Encyclopedia of Popular Music | [ 3 ]       |

《Space Bandits》는 1990년 9월 24일에 발매된 영국의 스페이스 록 밴드 호크윈드의 열여섯 번째 스튜디오 음반이다. 이 음반은 영국 음반 차트에서 70위로 일주일을 보냈다.
1989년 중반까지 이 밴드의 라인업은 다시 한번 바뀌었다. 기타리스트 데이브 브록, 키보디스트 하비 베인브리지, 베이시스트 앨런 데이비가 남아 있었다. 드러머 리처드 채드윅이 막 자리를 잡은 반면, 리드 기타리스트 휴 로이드랭턴은 떠났고, 그의 자리는 때때로 바이올린으로 리드 라인을 제공하는 전 키보디스트 사이먼 하우스로 채워졌다. 게다가, 가수 브리짓 위샤트가 이 그룹과 함께 공연하기 시작했다. 이 새로운 라인업은 1990년 1월 25일 노팅엄의 렌튼 레인 텔레비전 스튜디오에서 후에 비디오 《Live Legend》로 출시된 ITV 심야 시리즈 《베드락》에서 방송을 위해 60분간의 라이브 공연을 녹화했다.

## 배경
이 밴드는 폴 코볼드와 함께 제작한 이 음반을 녹음하기 위해 4월부터 6월까지 록필드 스튜디오에 들어갔다. 〈Black Elk Speaks〉는 존 니하드가 그의 책인 《검은고라니는 말한다》에서 읽은 샘플을 특징으로 하며, 그는 니하드에게 주어진 검은고라니의 증언을 담고 있다. 커버는 당시 그룹의 베이시스트 레미 킬미스터와 친구가 되었던 호크윈드의 《Warrior on the Edge of Time》 음반의 홍보 커버 아트를 했던 조 페타뇨에 의한 것이며, 모터헤드의 커버 작업의 대부분을 계속했다. 이 음반은 모터헤드의 매니저 더글러스 스미스의 GWR 레코드에서 발매되었다.
이 밴드는 10월과 11월에 음반 홍보를 위해 25일 영국 투어를 시작했지만 하우스는 그때까지 밴드를 떠났다. 이후 12월에 18개의 북미 날짜가 있었고 12월 16일 오클랜드 옴니 극장 쇼가 녹화되어 《California Brainstorm》으로 발매되었다.

## 곡 목록
| #  | 제목                 | 작사·작곡                               | 재생 시간 |
| -- | -------------------- | --------------------------------------- | --------- |
| 1. | 〈Images〉           | 브리짓 위샤트, 데이브 브록, 앨런 데이비 | 9:34      |
| 2. | 〈Black Elk Speaks〉 | 검은고라니, 브록                        | 5:15      |
| 3. | 〈Wings〉            | 데이비                                  | 5:22      |

| #  | 제목                   | 작사·작곡                 | 재생 시간 |
| -- | ---------------------- | ------------------------- | --------- |
| 4. | 〈Out of the Shadows〉 | 더그 버클리, 브록, 데이비 | 4:57      |
| 5. | 〈Realms〉             | 데이비                    | 3:26      |
| 6. | 〈Ship of Dreams〉     | 브록                      | 5:13      |
| 7. | 〈T.V. Suicide〉       | 하비 베인브리지           | 5:20      |